# AHL 1985/86
Die Saison 1985/86 war die 50. reguläre Saison der American Hockey League (AHL). Während der regulären Saison bestritten die 13 Teams der Liga jeweils 80 Begegnungen. Die jeweils vier besten Mannschaften der North Division und der South Division spielten anschließend in einer Play-off-Runde um den Calder Cup.

## Reguläre Saison

### Abschlusstabellen
Abkürzungen: GP = Spiele, W = Siege, L = Niederlagen, OTL = Niederlage nach Overtime, SOL = Niederlage nach Shootout, GF = Erzielte Tore, GA = Gegentore, Pts = Punkte

Erläuterungen: In Klammern befindet sich die Platzierung innerhalb der Conference;       = Playoff-Qualifikation,       = Division-Sieger,       = Conference-Sieger

#### Reguläre Saison
| North Division        | GP | W  | L  | T  | GF  | GA  | Pts |
| --------------------- | -- | -- | -- | -- | --- | --- | --- |
| Adirondack Red Wings  | 80 | 41 | 31 | 8  | 339 | 298 | 90  |
| Maine Mariners        | 80 | 40 | 31 | 9  | 274 | 285 | 89  |
| Moncton Golden Flames | 80 | 34 | 34 | 12 | 294 | 307 | 80  |
| Fredericton Express   | 80 | 35 | 37 | 8  | 319 | 311 | 78  |
| Sherbrooke Canadiens  | 80 | 33 | 38 | 9  | 340 | 341 | 75  |
| Nova Scotia Oilers    | 80 | 29 | 43 | 8  | 314 | 353 | 66  |

| South Division        | GP | W  | L  | T | GF  | GA  | Pts |
| --------------------- | -- | -- | -- | - | --- | --- | --- |
| Hershey Bears         | 80 | 48 | 29 | 3 | 346 | 292 | 99  |
| Binghamton Whalers    | 80 | 41 | 34 | 5 | 316 | 290 | 87  |
| St. Catharines Saints | 80 | 38 | 37 | 5 | 304 | 308 | 81  |
| New Haven Nighthawks  | 80 | 36 | 37 | 7 | 340 | 343 | 79  |
| Springfield Indians   | 80 | 36 | 39 | 5 | 301 | 309 | 77  |
| Rochester Americans   | 80 | 34 | 39 | 7 | 320 | 337 | 75  |
| Baltimore Skipjacks   | 80 | 28 | 44 | 8 | 271 | 304 | 64  |

### Beste Scorer
Abkürzungen: GP = Spiele, G = Tore, A = Assists, Pts = Punkte, +/- = Plus/Minus, PIM = Strafminuten; Fett: Saisonbestwert
| Spieler           | Team                  | GP | G  | A  | Pts | PIM |
| ----------------- | --------------------- | -- | -- | -- | --- | --- |
| Paul Gardner      | Rochester Americans   | 71 | 61 | 51 | 112 | 16  |
| Jody Gage         | Rochester Americans   | 73 | 42 | 57 | 99  | 56  |
| Ross Fitzpatrick  | Hershey Bears         | 77 | 50 | 47 | 97  | 28  |
| Tim Tookey        | Hershey Bears         | 69 | 35 | 62 | 97  | 66  |
| Wes Jarvis        | St. Catharines Saints | 74 | 36 | 60 | 96  | 38  |
| Daryl Evans       | Binghamton Whalers    | 69 | 40 | 52 | 92  | 50  |
| Geordie Robertson | Adirondack Red Wings  | 79 | 36 | 56 | 92  | 99  |
| Paul Fenton       | Binghamton Whalers    | 75 | 53 | 35 | 88  | 87  |
| Serge Boisvert    | Sherbrooke Canadiens  | 69 | 40 | 48 | 88  | 18  |
| Larry Floyd       | Maine Mariners        | 80 | 29 | 58 | 87  | 25  |
| Tom Roulston      | Baltimore Skipjacks   | 73 | 38 | 49 | 87  | 38  |

## Calder-Cup-Playoffs

### Modus
Für die Play-offs qualifizierten sich die jeweils vier besten Mannschaften jeder Division. In den ersten zwei Play-off-Runden wurden die Sieger der jeweiligen Divisions ausgespielt. In Runde drei trafen die beiden Division-Sieger im Finale aufeinander. Alle Play-off-Runden sowie das Finale wurde im Modus Best-of-Seven ausgespielt.

### Play-off-Übersicht
| Division Halbfinale | Division Halbfinale   | Division Halbfinale   |    |                      | Division Finals | Division Finals | Division Finals |  |  | Calder Cup Finale | Calder Cup Finale | Calder Cup Finale |
|                     |                       |                       |    |                      |                 |                 |                 |  |  |                   |                   |                   |
| N1                  | Adirondack Red Wings  | 4                     |    |                      |                 |                 |                 |  |  |                   |                   |                   |
| N4                  | Fredericton Express   | 2                     |    |                      |                 |                 |                 |  |  |                   |                   |                   |
| N4                  | Fredericton Express   | 2                     | N1 | Adirondack Red Wings | 4               |                 |                 |  |  |                   |                   |                   |
| North Division      |                       |                       | N1 | Adirondack Red Wings | 4               |                 |                 |  |  |                   |                   |                   |
|                     | N3                    | Moncton Golden Flames | 1  |                      |                 |                 |                 |  |  |                   |                   |                   |
| N2                  | N3                    | Moncton Golden Flames | 1  | Maine Mariners       | 1               |                 |                 |  |  |                   |                   |                   |
| N2                  |                       |                       |    | Maine Mariners       | 1               |                 |                 |  |  |                   |                   |                   |
| N3                  | Moncton Golden Flames | 4                     |    |                      |                 |                 |                 |  |  |                   |                   |                   |
| N3                  | Moncton Golden Flames | 4                     | N1 | Adirondack Red Wings | 4               |                 |                 |  |  |                   |                   |                   |
|                     |                       |                       |    | Adirondack Red Wings | 4               |                 |                 |  |  |                   |                   |                   |
|                     | S1                    | Hershey Bears         | 2  |                      |                 |                 |                 |  |  |                   |                   |                   |
| S1                  | S1                    | Hershey Bears         | 2  | Hershey Bears        | 4               |                 |                 |  |  |                   |                   |                   |
| S1                  |                       |                       |    | Hershey Bears        | 4               |                 |                 |  |  |                   |                   |                   |
| S4                  | New Haven Nighthawks  | 1                     |    |                      |                 |                 |                 |  |  |                   |                   |                   |
| S4                  | New Haven Nighthawks  | 1                     | S1 | Hershey Bears        | 4               |                 |                 |  |  |                   |                   |                   |
| South Division      |                       |                       | S1 | Hershey Bears        | 4               |                 |                 |  |  |                   |                   |                   |
|                     | S3                    | St. Catharines Saints | 3  |                      |                 |                 |                 |  |  |                   |                   |                   |
| S2                  | S3                    | St. Catharines Saints | 3  | Binghamton Whalers   | 2               |                 |                 |  |  |                   |                   |                   |
| S2                  |                       |                       |    | Binghamton Whalers   | 2               |                 |                 |  |  |                   |                   |                   |
| S3                  | St. Catharines Saints | 4                     |    |                      |                 |                 |                 |  |  |                   |                   |                   |

### Calder-Cup-Sieger
| Calder-Cup-Sieger Adirondack Red Wings | Torhüter: Mark LaForest, Chris Pusey Verteidiger: Tim Friday, Ted Huesing, Greg Joly, Dave Korol, Steve Richmond, Larry Trader, Rick Zombo Angreifer: Pierre Aubry, Shawn Burr, Ed Johnstone, Dale Krentz, Lane Lambert, Claude Loiselle, Basil McRae, Glenn Merkosky, Adam Oates, Bob Probert, Geordie Robertson, Ted Speers, Ray Staszak, Gary Yaremchuk Cheftrainer: Bill Dineen General Manager: Neil Smith |

## Vergebene Trophäen

### Mannschaftstrophäen
| Auszeichnung                                                             | Team                 |
| ------------------------------------------------------------------------ | -------------------- |
| Calder Cup Gewinner der AHL-Playoffs                                     | Adirondack Red Wings |
| F. G. „Teddy“ Oke Trophy Bestes Team der North Division, Reguläre Saison | Adirondack Red Wings |
| John D. Chick Trophy Bestes Team der South Division, Reguläre Saison     | Hershey Bears        |

### Individuelle Trophäen
| Auszeichnung                                                                                    | Spieler         | Team                 |
| ----------------------------------------------------------------------------------------------- | --------------- | -------------------- |
| Les Cunningham Award MVP der regulären Saison                                                   | Paul Gardner    | Rochester Americans  |
| John B. Sollenberger Trophy Bester Scorer                                                       | Paul Gardner    | Rochester Americans  |
| Dudley „Red“ Garrett Memorial Award Bester Rookie                                               | Ron Hextall     | Hershey Bears        |
| Eddie Shore Award Bester Verteidiger                                                            | Jim Wiemer      | New Haven Nighthawks |
| Aldege „Baz“ Bastien Memorial Award Bester Torhüter                                             | Sam St. Laurent | Maine Mariners       |
| Harry „Hap“ Holmes Memorial Award Torhüter mit dem geringsten Gegentorschnitt                   | Karl Friesen    | Maine Mariners       |
| Harry „Hap“ Holmes Memorial Award Torhüter mit dem geringsten Gegentorschnitt                   | Sam St. Laurent | Maine Mariners       |
| Louis A. R. Pieri Memorial Award Bester Trainer                                                 | Bill Dineen     | Adirondack Red Wings |
| Fred T. Hunt Memorial Award Für den Spieler, der durch Fairness, Einsatz und Hingabe herausragt | Steve Tsujiura  | Maine Mariners       |
| Jack A. Butterfield Trophy MVP der Calder-Cup-Playoffs                                          | Tim Tookey      | Hershey Bears        |